# Blossia costata
Blossia costata är en spindeldjursart som först beskrevs av Roewer 1933.  Blossia costata ingår i släktet Blossia och familjen Daesiidae. Inga underarter finns listade.